# Scinax granulatus
A Scinax granulatus a kétéltűek (Amphibia) osztályának békák (Anura) rendjébe és a levelibéka-félék (Hylidae) családjába tartozó faj.

## Előfordulása
A faj Argentínában, Brazíliában, Paraguayban és Uruguayban él. Természetes élőhelye a mérsékelt klímájú bozótosok, szubtrópusi vagy trópusi nedves bozótosok, szubtrópusi vagy trópusi időszakosan nedves vagy elárasztott síkvidéki rétek, édesvizű tavak, édesvizű mocsarak, időszakos édesvizű mocsarak, legelők, kertek, lakott területek, víztározók, pocsolyák, csatornák és árkok.